# Orford Castle
Orford Castle er en borg i landsbyen Orford i countyet Suffolk, England. Den ligger omkring 20 km nordøst for Ipswich med udsigt over Orford Ness. Fæstningen blev bygget mellem 1165 og 1173 af Henrik 2. af England for at konsolidere kongemagten i området. Det velbevarede keep blev af historikeren R. Allen Brown beskrevet som "et af de mest bemærkelsesværdige keeps i England", og det har et unikt design, der sandsynligvis er baseret på byzantinsk arkitektur. Keepet står stadig blandt de begravede rester af de ydre forsvarsværker.
Det ejes af English Heritage.